# Oreillard maculé
Euderma maculatum
Pour l’article homonyme, voir Oreillard.
Genre
Espèce
Statut de conservation UICN

 LC  : Préoccupation mineure
L'oreillard maculé (Euderma maculatum) est une chauve-souris de grosseur moyenne, c'est la seule espèce du genre Euderma, de la famille des Vespertilionidae.
Elle a d'immenses oreilles et son dos est noir, maculé de trois taches blanches : une sur la croupe et une sur chaque épaule. Ses ailes ont une envergure de 35 cm et elle peut peser jusqu'à 20 grammes. L'oreillard maculé habite dans les régions contenant des pins Ponderosa et des touffes d'herbes du sud-ouest des États-Unis (Californie, Colorado, Utah). L'espèce aime habiter près d'un cours d'eau et d'une falaise. Les individus sont solitaires.

Carte de répartition